# Blackwater (Essex)
Il Blackwater è un fiume inglese che scorre nella contea dell'Essex e sfocia nel Mare del Nord.

## Descrizione
Nasce come Pant nel nord-ovest dell'Essex a est di Saffron Walden, e scorre in direzione sud-est fino a Bocking, vicino a Braintree, passando per Great Sampford e Great Bardfield. A Bocking diventa conosciuto come Blackwater e devia verso est per passare davanti a Bradwell Juxta Coggeshall e Coggeshall. Poi devia verso sud, passando per Kelvedon e Witham, prima di raggiungere Maldon. Qui devia nuovamente verso est e forma un ampio estuario che a sua volta termina nel Mare del Nord a Mersea.
Il fiume Blackwater ha due affluenti principali: il fiume Brain, che riceve in destra orografica a sud di Witham, e il fiume Chelmer, che riceve in destra orografica a est di Maldon. Il corso inferiore del Chelmer, da Chelmsford, è stato canalizzato negli anni 1790 e la navigazione devia l'acqua a nord del Blackwater attraverso Maldon, prima di sversarsi nell'estuario del Blackwater a Heybridge Basin.
Dal Blackwater la Maldon Crystal Salt Company estrae sale marino cristallino con la tecnica tradizionale dell'evaporazione.

## Storia
Una delle più note battaglie tra anglosassoni e vichinghi avvenute in Inghilterra, la battaglia di Maldon del 991, è probabilmente avvenuta nei pressi della foce del Blackwater.

## Isola di Osea

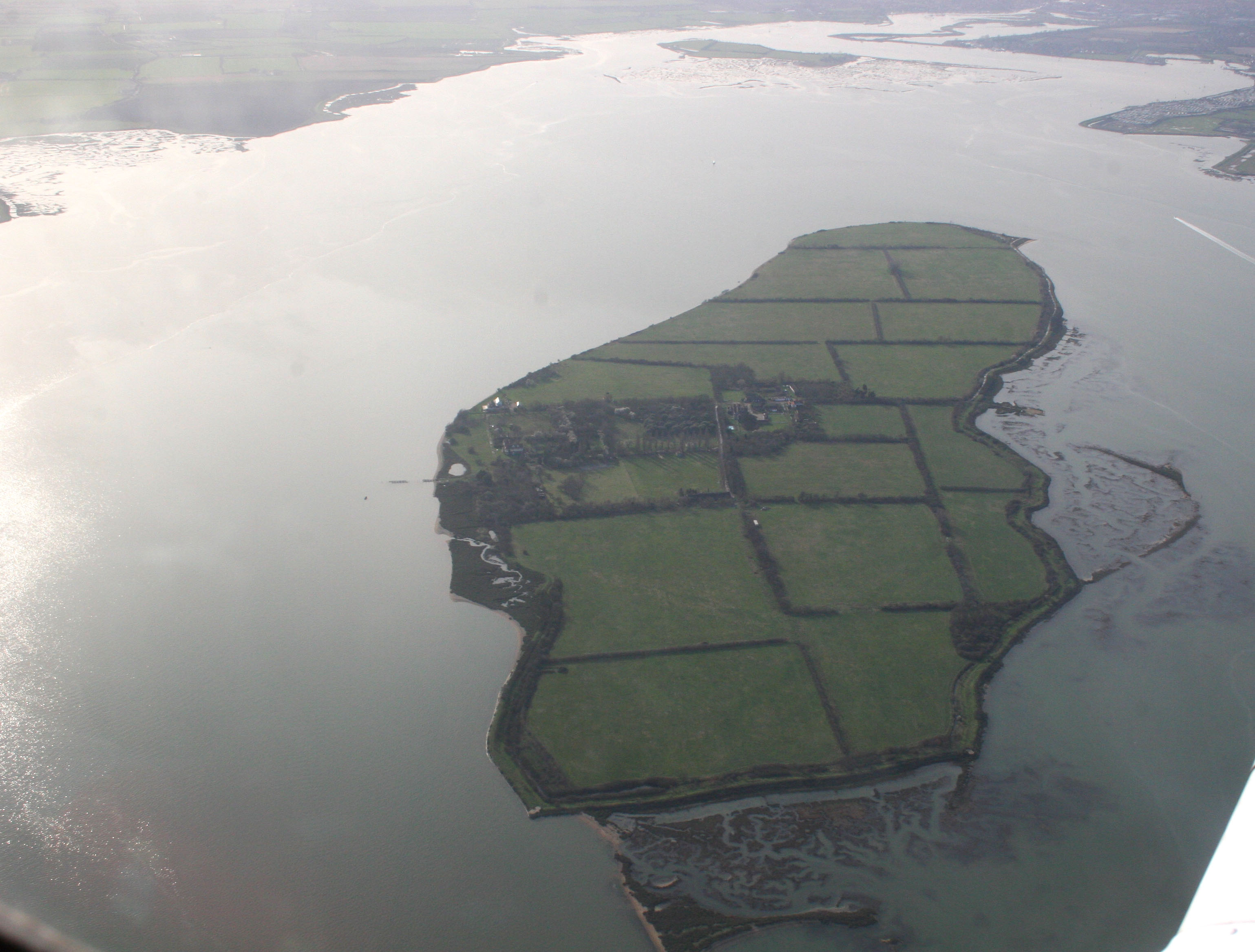
L'isola di Osea nell'estuario del Blackwater

L'isola di Osea è situata sull'estuario del Blackwater, a nord di Steeple.

## Isola di Northey
L'Isola di Northey, di proprietà del National Trust, è approssimativamente un miglio a ovest dell'Isola di Osea. Fa pare di un antico paesaggio ed è collegata alla riva da un lingua di terra soggetta alle maree. Si ritiene da alcuni che sia stato il luogo dove nel 991 si svolse la Battaglia di Maldon. L'isola offre buone opportunità di birdwatching.